# Dennis Geiger (Fußballspieler, 1984)
Dennis Geiger (* 30. Juni 1984 in Reutlingen) ist ein deutscher ehemaliger Fußballspieler.

## Karriere
Nach seinen Anfängen in der Jugend der SG Reutlingen, des TSV Eningen und dem SSV Reutlingen wechselte er im Sommer 2002 zum SV 03 Tübingen. Im Sommer 2006 ging er zum Oberligisten KFC Uerdingen. Nach einer Saison wechselte er innerhalb der Liga zum MSV Duisburg II. Am Ende der Saison kehrte er zurück zum KFC Uerdingen. Zu Beginn der Saison 2010/11 verließ er Uerdingen und wechselte zum SV Waldhof Mannheim in die Oberliga Baden-Württemberg. Nachdem sein Vertrag am Ende der Saison 2013/14 nicht verlängert worden war, unterschrieb er nach einem halben Jahr Vertragslosigkeit Ende Januar 2015 beim Regionalligisten SV Meppen. Mit diesem Verein gelang ihm am Ende der Saison 2016/17 der Aufstieg in die 3. Liga. Dort kam er auch zu seinem ersten Profieinsatz, als er am 4. November 2017, dem 15. Spieltag, beim 3:2-Heimsieg gegen den Chemnitzer FC in der 90. Spielminute für Benjamin Girth eingewechselt wurde. Im Sommer 2018 wechselte er in die Regionalliga Nord zum SSV Jeddeloh. Dort beendete er 2019 die Karriere.